# داء غيرستمان-ستراوس
تناذر غيرستمان-ستراوسلر (بالإنجليزية: Gerstmann–Sträussler–Scheinker syndrome)‏ هو أحد أمراض البريون المعروفة سريرياً، وهو مرض نادر جداً، غالباً ما تكون الإصابة به وراثية.
يطلق على هذا المرض وعلى كل أمراض البريون (اعتلالات الدماغ الاسفنجية السارية) لاشتراكها بوجود الاستحالة الاسفنجية، ويتجلى ذلك في المظهر الإسفنجي (تجاويف متعددة) الذي يظهر في المقاطع الدماغية في المنطقة المصابة، ولايوجد علاج لهذا المرض.
- كما قلنا، فالمرض نادر جداً، حيث إن معدل الإصابة به يتراوح بين 1-10 إصابة لكل 100 مليون إنسان في العالم.
- الحالات الوراثية تكتسب عن طريق مورثة جسدية قاهرة.

## السبب
السبب هو جزيئة بروتينية معدية(بريون)، حيث وجد عند المرضى تغير في الحمض الأميني برولين إلى ليوسين، وذلك في الرامزة 102 على الصبغي 20، لذلك يعتقد أن هذا التغير الجيني (والذي قد يتم إما وراثياً، أو أن يكتسب عفوياً، أو بالطريق الإنتاني) هو الذي يقدح بداية المرض ويحافظ على استمراره.

## المظاهر السريرية
- رتة كلامية تتطور ببطء
- رنح مخيخي
- عته مترقي
- فقدان الذاكرة قد يكون العرض الأول.
- أعراض وعلامات الاضطرابات الهرمية وخارج الهرمية، والمرض قد يقلد الرنح المخيخي الشوكي في البداية.
- الرمع العضلي ،والتقلصات العضلية التشنجية أقل مشاهدة في هذا المرض من داء كروتزفلد-جاكوب (د.ك.ج)
- قد تحدث أيضاً رأرأة، واضطرابات بصرية، وقد يصل الأمر إلى العمى أو الصمم.

## التشخيص النهائي
بواسطة الدراسات الجينية لخلايا المريض

## التطور المرضي
يعتبر الأبطأ بين كل أمراض البريون البشرية، تطور المرض قد يستغرق من 3 أشهر إلى 13 سنة، وسطياً 5-6 سنوات.

## وصلات خارجية
- Gerstmann–Sträussler–Scheinker syndrome, MedicineNet.com
- UK CJD Surveillance Unit Monitors UK GSS cases and gives a comprehensive list of relevant links.
- Italian Spongiform Encephalopathies Association—AIEnP onlus
- A.I.En.P. Association Cause